# 박종서
박종서(1947년~)는 대한민국의 디자이너·前 현대자동차 디자인연구소 부사장·現 포마자동차디자인미술관장이다.

## 약력
- 1974년~1979년 대한전선㈜ 전자전기 사업부 의장디자인과
- 1979년~2004년 ㈜현대기아자동차 연구개발본부 부사장
- 2004년~2006년 국민대학교 테크노디자인 대학원장
- 2006년~2013년 국민대학교 공업디자인학과 교수
- 2013년~현재 에코폼 디자인 연구소 소장
- 2016년~현재 포마자동차디자인미술관 관장

## 수상
- 1993년 대통령 표창 – 디자인 연구개발
- 1999년 동탑 산업훈장 – 산업디자인 개발공로
- 2019년 제6대 디자이너 명예의 전당 헌액

## 주요 디자인 포트폴리오
- 1979 – 2004 포니 / 스텔라 / 엑셀 / 소나타 / 그랜져 / 그레이스 / 포터 / 스쿠프 / 엘란트라 / 갤로퍼 / 액센트 / 아반떼 / 마르시아 / 티뷰론 / 다이너스 / 스타렉스 / 카티 / 에어로버스 / 베르나 / 에쿠스 싼타페 / 라비타 외 다수
- 2008 – 2009 현대산업개발 본사 포니정 홀 아트월 제작
- 2014 – 2015 故정세영 현대산업개발 명예회장 추모조형물 제작
- 2014 - 2015 수원시립아이파크 미술관 포니정 홀 아트월 제작